# Châteauneuf-sur-Cher
Châteauneuf-sur-Cher é uma comuna francesa na região administrativa do Centro, no departamento Cher. Estende-se por uma área de 21,93 km². Em 2010 a comuna tinha 1 474 habitantes (densidade: 67,2 hab./km²).